# 다나카 유키오 (1959년)
다나카 유키오(일본어: 田中 幸雄, 1959년 2월 27일 ~ )는 일본의 전 프로 야구 선수이자 야구 지도자이다.

## 인물

### 현역 시절
지바 현립 나가레야마 고등학교를 졸업하고 사회인 야구팀 덴덴 간토에 입단, 1981년 도시 대항 야구 대회에서는 팀의 에이스로서 출전했는데 선발로서 2승을 올리며 팀의 준준결승 진출에 기여했다. 덴덴 간토에서는 유격수로 활약한 경험도 있다.
1981년 프로 야구 드래프트 1순위로 닛폰햄 파이터스에 입단, 프로 1년째인 1982년부터 1군에서 활약하여 시즌 5승을 올렸다. 3년 뒤인 1985년 6월 9일 긴테쓰 버펄로스와의 경기에서 노히트 노런을 달성해 생애 유일한 완봉승이 됐다. 1986년에는 무릎 부상으로 악화된 가와하라 쇼지를 대신해서 마무리 투수로 활약하여 시즌 13세이브를 기록했다. 하지만 이듬해 1987년에는 개막 이후부터 극도의 부진이 계속되면서 마무리 투수의 자리를 마쓰우라 히로아키에게 넘겨줘야만 했다. 이후에는 등판 기회가 점점 줄어들면서 1990년에 주니치 드래곤스에 이적했지만 단 한 차례의 1군 등판 기회를 얻지 못한 채 1991년 시즌 끝으로 은퇴했다.

### 그 후
은퇴 후에는 닛폰햄의 스카우트와 2001년부터 2003년까지 닛폰햄 투수 코치를 맡았고 2003년에 코치직에서 물러난 이후 다시 닛폰햄의 스카우트를 맡았지만 2005년에 퇴단했다.
2007년부터 사회인 야구팀 JFE 동일본의 코치로 발탁되면서 2009년까지 맡았고 2010년에 요코하마 베이스타스의 스카우트로 부임했다. 2013년에 베이스볼 챌린지 리그팀인 시나노 그랜드세로우스의 투수 코치로 부임해 같은 해 10월 31일 본인의 의향에 따라 퇴단했다. 2015년 2월에는 대한민국 성균관대학교의 임시 코치를 2개월간 맡았고, 2015년 4월 시즈오카현의 기쿠가와난료 고등학교 야구부 조감독으로 취임, 10월부터 감독으로 승격됐다.

## 에피소드
1986년부터 1989년까지 같은 팀에 동성 동명이자 똑같은 한자 이름을 갖고 있던 내야수 다나카 유키오(동시에 소속될 당시의 표기는 ‘田中雄’(다나카 오))가 있었는데, 투수 다나카 유키오가 내야수였던 다나카 유키오보다 키가 컸기 때문에(190cm) ‘오오유키’(オオユキ)라고 부르게 됐다.

## 상세 정보

### 출신 학교
- 지바 현립 나가레야마 고등학교

### 선수 경력
사회인 시대
- 덴덴 간토

프로팀 경력
- 닛폰햄 파이터스(1982년 ~ 1989년)
- 주니치 드래곤스(1990년 ~ 1991년)

### 지도자 경력
- 닛폰햄 파이터스 투수 코치(2001년 ~ 2003년)
- JFE 동일본 코치(2007년 ~ 2009년)
- 시나노 그랜드세로우스 투수 코치(2013년)

### 개인 기록
- 첫 등판 : 1982년 4월 10일, 대 난카이 호크스 전기 1차전(오사카 구장), 8회말에 5번째 투수로서 구원 등판·마무리, 1이닝 무실점
- 첫 탈삼진 : 상동, 8회말에 진 닷슨으로부터
- 첫 선발 : 1982년 4월 21일, 대 롯데 오리온스 전기 2차전(고라쿠엔 구장), 4와 0/3이닝 1실점
- 첫 승리·첫 선발 승리 : 1982년 5월 1일, 대 롯데 오리온스 전기 4차전(가와사키 구장), 5이닝 무실점
- 첫 완투 : 1982년 10월 2일, 대 세이부 라이온스 후기 13차전(고라쿠엔 구장), 5이닝 9실점(5자책점)에서 패전 투수(강우 콜드)
- 첫 완투 승리·첫 완봉 승리 : 1985년 6월 9일, 대 긴테쓰 버펄로스 9차전(고라쿠엔 구장) ※역대 55번째 노히트 노런

### 등번호
- 12(1982년 ~ 1989년)
- 35(1990년 ~ 1991년)
- 76(2001년 ~ 2003년)
- 88(2013년)

### 연도별 투수 성적
| 연 도      | 소 속      | 등 판 | 선 발 | 완 투 | 완 봉 | 무 4 구 | 승 리 | 패 전 | 세 이 브 | 홀 드 | 승 률 | 타 자 | 이 닝 | 피 안 타 | 피 홈 런 | 볼 넷 | 고 4 | 몸 맞 | 탈 삼 진 | 폭 투 | 보 크 | 실 점 | 자 책 점 | 평 자 책 | W H I P |
| ---------- | ---------- | ----- | ----- | ----- | ----- | ------- | ----- | ----- | -------- | ----- | ----- | ----- | ----- | -------- | -------- | ----- | ---- | ----- | -------- | ----- | ----- | ----- | -------- | -------- | ------- |
| 1982년     | 닛폰햄     | 22    | 13    | 1     | 0     | 0       | 5     | 4     | 0        | --    | .556  | 337   | 74.2  | 67       | 6        | 49    | 0    | 2     | 40       | 1     | 0     | 37    | 31       | 3.72     | 1.55    |
| 1983년     | 닛폰햄     | 15    | 10    | 2     | 0     | 0       | 6     | 3     | 0        | --    | .667  | 348   | 85.0  | 66       | 4        | 34    | 1    | 2     | 39       | 1     | 0     | 23    | 21       | 2.22     | 1.18    |
| 1984년     | 닛폰햄     | 17    | 9     | 0     | 0     | 0       | 2     | 9     | 0        | --    | .182  | 300   | 63.1  | 72       | 5        | 40    | 0    | 4     | 25       | 1     | 0     | 51    | 47       | 6.68     | 1.77    |
| 1985년     | 닛폰햄     | 47    | 8     | 1     | 1     | 0       | 6     | 6     | 0        | --    | .500  | 597   | 138.1 | 121      | 18       | 76    | 0    | 5     | 101      | 1     | 0     | 77    | 68       | 4.42     | 1.42    |
| 1986년     | 닛폰햄     | 47    | 0     | 0     | 0     | 0       | 3     | 8     | 13       | --    | .273  | 369   | 87.2  | 88       | 7        | 25    | 2    | 4     | 68       | 5     | 0     | 40    | 32       | 3.29     | 1.29    |
| 1987년     | 닛폰햄     | 28    | 1     | 0     | 0     | 0       | 2     | 3     | 3        | --    | .400  | 149   | 34.0  | 45       | 3        | 7     | 0    | 1     | 23       | 5     | 0     | 21    | 17       | 4.50     | 1.53    |
| 1988년     | 닛폰햄     | 13    | 0     | 0     | 0     | 0       | 1     | 1     | 0        | --    | .500  | 92    | 20.2  | 26       | 3        | 8     | 0    | 0     | 13       | 2     | 0     | 15    | 15       | 6.53     | 1.65    |
| 1989년     | 닛폰햄     | 25    | 1     | 0     | 0     | 0       | 0     | 2     | 0        | --    | .000  | 192   | 42.2  | 46       | 5        | 26    | 1    | 1     | 25       | 3     | 0     | 28    | 26       | 5.48     | 1.69    |
| 통산 : 8년 | 통산 : 8년 | 214   | 42    | 4     | 1     | 0       | 25    | 36    | 16       | --    | .410  | 2384  | 546.1 | 531      | 51       | 265   | 4    | 19    | 334      | 19    | 0     | 292   | 257      | 4.23     | 1.46    |